# Humo de marihuana
Humo de marihuana es una película argentina en blanco y negro  dirigida por Lucas Demare sobre el guion de Wilfredo Jiménez que se estrenó el 17 de mayo de 1968 y que tuvo como protagonistas a Carlos Estrada, Marcela López Rey, Thelma Biral y Sergio Renán.

## Sinopsis
Un médico se ve envuelto en el tráfico de sustancias prohibidas al investigar la muerte de su esposa.

## Reparto
- Carlos Estrada …Carlos Ocampo
- Marcela López Rey …Fabiana
- Thelma Biral …Marcela
- Sergio Renán …Julián Macedo
- Héctor Pellegrini …Sopapo Martínez
- Enrique Fava …Inspector Di Pietro
- Horacio Nicolai
- Juan Carlos Galván …Marco
- Zelmar Gueñol …Policía
- Enrique San Miguel …Mucamo
- Abel Sáenz Buhr …Julio
- Mirtha Dabner …Cheche
- Emilio Disi … Loco Melena
- Elida Marletta …Strip teaser
- Fabiana Gavel …Hermana de Fabiana
- David Llewellyn …Loco Chico
- Guillermo Helbling …Jorge
- Gloria Ugarte
- Virginia Romay …Matilde
- Carlos Lagrotta …Comisario
- Reynaldo Mompel …Hampón
- Elvira Porcel
- Jacques Arndt
- Antonio Soler
- Mario Savino …Pescador
- Héctor Da Rosa
- Zaima Beleño …Bailarina
- Jorge Sassi …Extra
- Lucas Demare …Cameo

## Comentarios
La revista Gente opinó:

”Nos negamos…a hacer chistes con el título y a decir que hay que hacer humo de celuloide.”

En La Prensa J.P. escribió:

”Presenta objeciones argumentales debidas al guion de Wilfredo Jiménez nada desdeñables. Su incursión en el mundo de la droga tiende más al efectismo que a una investigación sociológica profunda.”

Manrupe y Portela escriben:

”Una lección escolar de Demare con el esquema recurrente: reparto importante, caída en el vicio, el castigo al pecador y algunos momentos de buena acción.”